# Meru (Garhwal)
Der Meru (Hindi मेरु पर्वत Meru Parvat, englisch Meru Peak) ist ein 6660 m hoher Berg im westlichen Himalaya. 
Er befindet sich in der Gangotri-Gruppe, die Teil des Garhwal-Himalaya ist und im indischen Bundesstaat Uttarakhand liegt. Der Berg befindet sich zwischen dem Shivling im Osten und dem Thalay Sagar im Westen. 
Der 6772 m hohe Bhrigupanth liegt 3,22 km ostnordöstlich.
Der Berg besitzt neben dem südlichen Hauptgipfel noch drei Nebengipfel. Die bisher einzige Besteigung des Südgipfels gelang einer japanischen Expedition im Jahr 1980 über den Südostgrat.

## Mittelgipfel (Shark’s Fin)
Der Mittelgipfel, auch Shark’s Fin („Haiflosse“), 6310 m hoch, wurde 2001 von Waleri Babanow erstbestiegen. Am 2. Oktober 2011 gelang den US-amerikanischen Kletterern Conrad Anker, Jimmy Chin und Renan Ozturk die Durchsteigung der Nordostwand zum Gipfel.

## Nordgipfel
Der Nordgipfel besitzt eine Höhe von 6450 m. Er wurde 1980 von Norden her erstbestiegen.

## Westgipfel
Der Westgipfel besitzt eine Höhe von 6361 m. Er wurde 1981 von Westen her erstbestiegen.